# Liste der Finanzminister von Sachsen-Anhalt
Dieser Artikel enthält eine Liste der Finanzminister von Sachsen-Anhalt.

## Finanzminister Sachsen-Anhalt (seit 1945)
| Name                                                  | Amtsantritt                      | Kabinett                 | Partei |
| ----------------------------------------------------- | -------------------------------- | ------------------------ | ------ |
| Erhard Hübener                                        | 16. Juli 1945                    | Hübener I                | LDP    |
| Werner Bruschke                                       | 3. Dezember 1946                 | Hübener II               | SED    |
| Richard Kunisch                                       | 10. Oktober 1949                 | Bruschke I               | CDU    |
| Ernst Lorenz                                          | 24. November 1950                | Bruschke II              | LDPD   |
| Von 1952 bis 1990 existierte kein Land Sachsen-Anhalt |                                  |                          |        |
| Werner Münch                                          | 2. November 1990                 | Gies                     | CDU    |
| Wolfgang Böhmer                                       | 4. Juli 1991                     | Münch                    | CDU    |
| Joachim Kupfer                                        | 15. Dezember 1993                | Bergner                  | CDU    |
| Wolfgang Schaefer                                     | 21. Juli 1994                    | Höppner I                | SPD    |
| Wolfgang Gerhards                                     | 26. Mai 1998                     | Höppner II               | SPD    |
| Karl-Heinz Paqué                                      | 16. Mai 2002                     | Böhmer I                 | FDP    |
| Jens Bullerjahn                                       | 24. April 2006 19. April 2011    | Böhmer II Haseloff I     | SPD    |
| André Schröder                                        | 25. April 2016                   | Haseloff II              | CDU    |
| Michael Richter                                       | 20. Juni 2019 16. September 2021 | Haseloff II Haseloff III | CDU    |